# Anaulacodesmus brolemanni
Anaulacodesmus brolemanni är en mångfotingart som först beskrevs av Carl Graf Attems 1931.  Anaulacodesmus brolemanni ingår i släktet Anaulacodesmus och familjen orangeridubbelfotingar. Inga underarter finns listade i Catalogue of Life.